# Parańga
Parańga (ros. Параньга, mar. Поранча) – osiedle typu miejskiego w środkowej Rosji, na terenie wchodzącej w skład tego państwa Republiki Mari El, we wschodniej Europie.
Miejscowość liczy 6667 mieszkańców (1 stycznia 2005 r.).